# Hawraman
Hawraman, Avroman o Owraman) es una región montañosa de Irn, en el Kurdistán iraní. Se extiende por 50 km entre Marivan (35°30′N 46°0′E / 35.500, 46.000) hasta el sudeste con la unión de las dos ramas del río Sirvan (35°10′N 46°20′E / 35.167, 46.333). La sierra de Avroman (Kuh-eel Kuh-e Takt de 2.985 metros. Su continuación al sur del Sirvan, el Kuh-e Saho, llega a los 3.223 metros. Está dividido en cuatro comarcas:
- Owraman-e Lohon (SO) capital Nowsud
- Owraman-e Takt (N), capital Shahr o Shahr-e Owraman
- Dezli (N), capital Dezli
- Razab o Razaw (cerca de Kuh-e Salan) capital Razab.

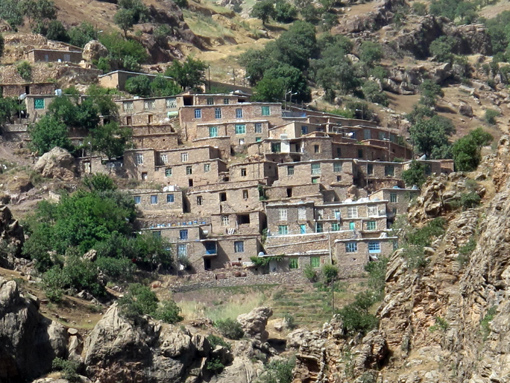
Un pueblo kurdo en Hawraman 2015

La población total de unas dos mil personas son mayoritariamente no turcos, sino etnia emparentada que habla un dialecto arcaico de la familia del kurdo llamado avromaní. La zona fue reducto de los mazdeístas ya de la fe yarsán. 
- Datos: Q1585478
- Multimedia: Hawraman / Q1585478